# 스키타이 모음곡
《스키타이 모음곡 작품번호 20》(Scythian Suite)은 세르게이 프로코피예프가 1915년에 작곡한 관현악 모음곡이다.

## 개요
세르게이 댜길레프의 권유로 시작된 이 작품은 원래 발레 음악이었으며, 제목은 《알라와 롤리》(Ala i Lolli)였다. 그런데 댜길레프는 이 작품이 완성이 되기 전에 발레로 상연하는 것을 거절했다. 결국 프로코피예프는 이 작품에서 4곡을 발췌하여 관현악 모음곡으로 만들었다. 이 작품은 1916년 1월 29일에 마린스키 극장에서 초연되었다.

## 구성
총 4악장으로 이루어져있다.
- 1악장: 벨레스와 알라를 향한 경배
- 2악장: 악신과 파간 괴물의 춤
- 3악장: 밤
- 4악장: 롤리의 출발과 태양의 행렬

## 악기 편성
- 목관악기: 피콜로, 플루트3(제3플루트는 알토 플루트를 겸함), 오보에3, 잉글리시 호른, 클라리넷3(제3클라리넷은 내림 마조 클라리넷을 겸함), 베이스 클라리넷, 바순3, 콘트라바순
- 금관악기: 호른8, 트럼펫4(또는 5)(제3트럼펫은 내림 마조 트럼펫을 겸함), 트롬본4, 튜바
- 타악기: 팀파니, 글로켄슈필, 실로폰, 심벌즈2, 탐탐, 트라이앵글, 큰북, 작은북, 탬버린
- 건반악기: 첼레스타, 피아노
- 현악기: 하프2, 현악 5부